# Stenocranus longipennis
Stenocranus longipennis är en insektsart som först beskrevs av Curtis 1837.  Stenocranus longipennis ingår i släktet Stenocranus och familjen sporrstritar. Inga underarter finns listade i Catalogue of Life.

## Bildgalleri

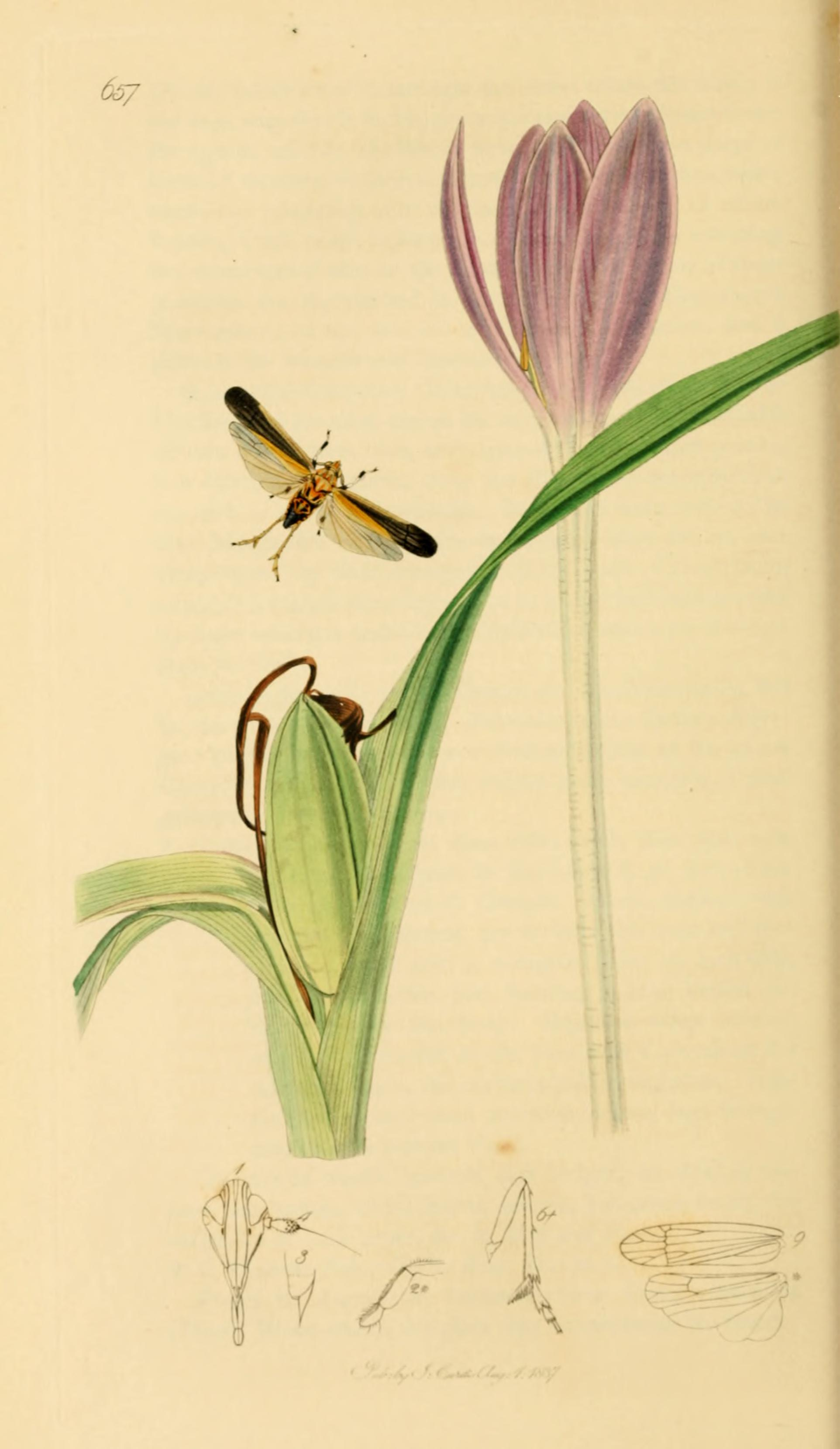